# 荻村伊智朗
荻村 伊智朗（おぎむら いちろう、1932年6月25日 - 1994年12月4日）は、日本の卓球の元世界チャンピオン、指導者。第3代国際卓球連盟会長、日本卓球協会副会長（1987年 - 1994年）を歴任した。
現役時代は日本代表として世界卓球選手権で男子歴代5位となる計12個の金メダルを獲得し、日本卓球界の黄金期を代表する選手として活躍した。引退後は卓球の普及に尽力し、また1971年には「ピンポン外交」の立役者の一人として米中関係の改善に努めた。1987年からは第3代国際卓球連盟会長、日本卓球協会副会長を務め、1991年の世界選手権千葉大会では、南北朝鮮の合同チーム結成に尽力した。1994年12月4日に死去。没後、功績を称えて現在のITTFワールドツアーの一つである「ジャパンオープン卓球選手権大会」が、「荻村杯国際卓球選手権大会」に改称された。1997年には世界卓球殿堂入りを果たしている。

## 経歴

### 幼少期～選手時代

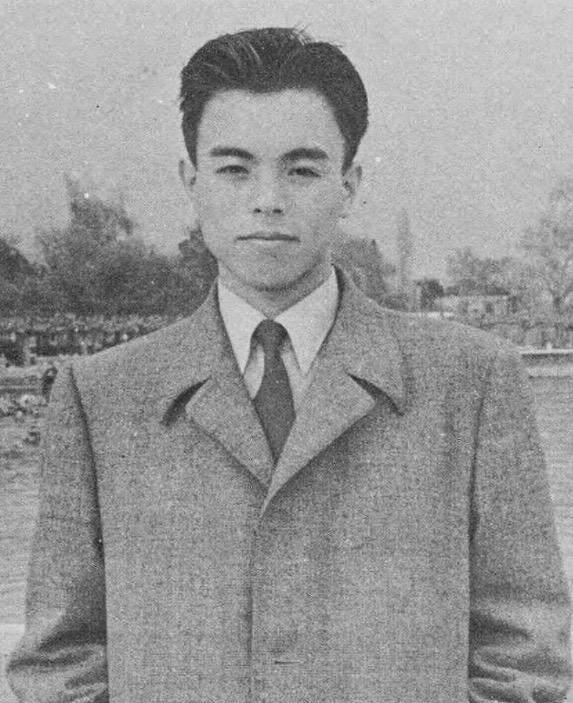
荻村伊智朗（撮影時期不詳）

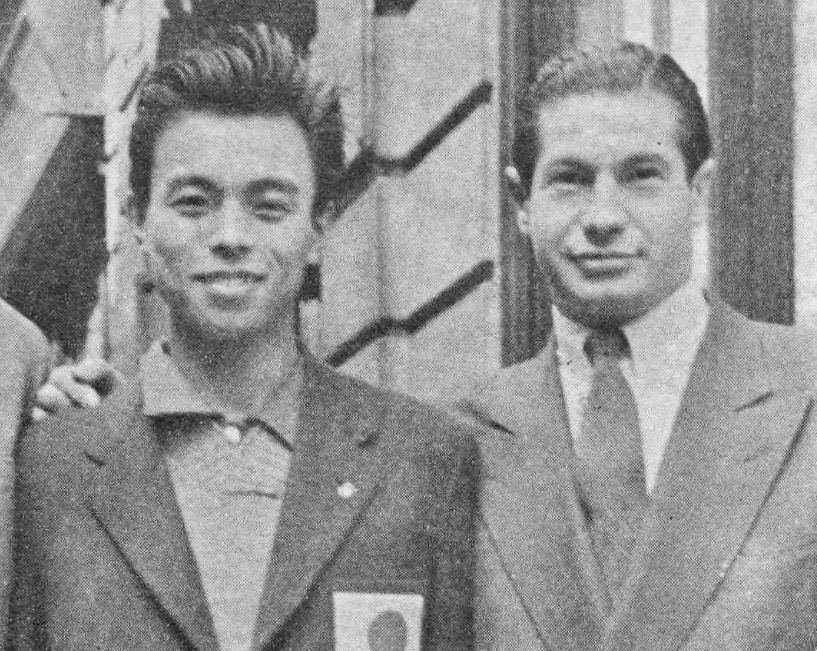
荻村とリチャード・バーグマン

静岡県伊東市出身。3歳の頃に父親を亡くし、中学1年の頃に終戦を迎えた。

もともと少年野球と体操をやっていたが、東京都立第十高等學校（現在の東京都立西高等学校）進学後、高校1年の9月に卓球を始める。その後は東京都立大学 (1949-2011)に入学し、転学した日本大学芸術学部映画学科を卒業。
1953年に全日本選手権 男子シングルスで優勝すると、1954年のイギリスウェンブリー及び1956年の東京で行われた世界卓球選手権で優勝した。シングルス・ダブルス・混合ダブルス・団体あわせて12のタイトルを獲得。1954年、1956年には世界ランキング1位になっている。

### 引退後
中国やスウェーデンへの指導など国際的な卓球の普及に努めた。『卓球は100m競争をしながらチェスをするみたいなものです』という言葉を残し、これにジャン＝フィリップ・ガシアン（フランス）は共感した。
後に日本卓球協会常任理事となり、後藤鉀二会長と共に1970年に訪中。周恩来とも会談し、1971年の世界卓球選手権名古屋大会への中国復帰に尽力。同大会に中国代表が6年ぶりの復帰を果たした（ピンポン外交）。
1987年に第3代国際卓球連盟（ITTF）会長および日本卓球協会（JTTA）副会長に就任。ITTF会長と同時に兼任していた日本オリンピック委員会（JOC）国際委員長としては1998年の長野冬季オリンピック招致に尽力した。
日本卓球協会副会長時代の1988年には、初心者でもラリーを楽しめるよう「ラージボール卓球（当時は新卓球）」の開発、普及に努めた。
また、卓球のイメージアップを図るため、卓球台の色を深緑から青に変更。青色の卓球台は1991年の世界選手権千葉大会から使用され、以後国際規格となっている。なお、この変更のきっかけは1980年代後半の「笑っていいとも!（フジテレビ系列）」のコーナーでタモリが「卓球って根暗だよね」と発言したことによるものとされている。
1994年12月4日、肺がんにて死去。62歳没。没後の1997年に田中利明、松崎キミ代、江口冨士枝らと共に世界卓球殿堂入りを果たした。ジャパンオープン卓球選手権大会が荻村の死後に荻村杯国際卓球選手権大会に改称され、国際卓球連盟公認プロツアー公式戦として開催されている。
また祖父が長野県木曽郡楢川村（現・塩尻市）出身であった縁もあり、1995年に楢川村の名誉村民に推挙されている。また塩尻市では毎年、荻村伊智朗を記念して楢川荻村杯オープン卓球大会を長野県卓球連盟の主催などで開催している。

## 「ピンポン外交官」
荻村伊智朗は1970年代初めの「ピンポン外交」において重要な役割を担った。「スポーツ外交の巨匠」と呼ばれ、「ピンポン外交官」というあだ名もつけられた。   
グレン・コーワンと荘則棟の逸話が「ピンポン外交」を促進させた大きな要因として取り上げられているが、荻村はその前から中国の国際卓球舞台への復帰に向け水面下で活動をしていた。荻村の働きかけのおかげで、中国の首相であった周恩来は中国代表が1971年の世界卓球選手権名古屋大会に参加することを許可し、同大会に中国代表が6年ぶりの復帰を果たした。同大会でやがてリチャード・ニクソン大統領と毛沢東主席の会談にまで繋がる、グレン・コーワンと荘則棟の偶然の出会いがあった。  
荻村は国際卓球連盟会長及びに「ピンポン外交官」として、1991年に大韓民国と朝鮮民主主義人民共和国の統一コリアチームの結成及びに世界卓球選手権千葉大会への出場を実現させた。その際、荻村は韓国に20回、北朝鮮に15回足を運び、朝鮮半島で統一チームを結成するように訴え続けた。国際卓球連盟（ITTF）からも韓国と北朝鮮が統一コリアチームとして、分断後初めて統一チームを結成し、統一旗を公式に掲揚し、出場することに対しての合意を取り付けた。また、日本の地元行政の首長にも呼びかけ、長野市、新潟県の長岡市、そして千葉市で合同トレーニングキャンプの設立に成功した。 
統一コリアチームは、白地に空色で朝鮮半島をあしらった旗で出場し、南北の国歌ではなく、朝鮮民謡であるアリランを使用した。また、同大会で統一コリアチームは、金メダルを1つ（女子団体で統一コリアが優勝している）、銀メダルを1つ、そして銅メダルを2つ獲得した。
荻村伊智朗は1954年にイギリスの親善大使も務めた。   

## プレイスタイル
「51％理論」は荻村が考え、普及させたプレイスタイル。51％以上の確率で得点が入るチャンスがある場合はスマッシュをするという攻撃的なプレイを前提としたプレイスタイルである。荻村が指導者を務め、後に世界チャンピオンにもなった荘則棟やステラン・ベンクソンもこのプレイスタイルを取り入れた。

## 用具

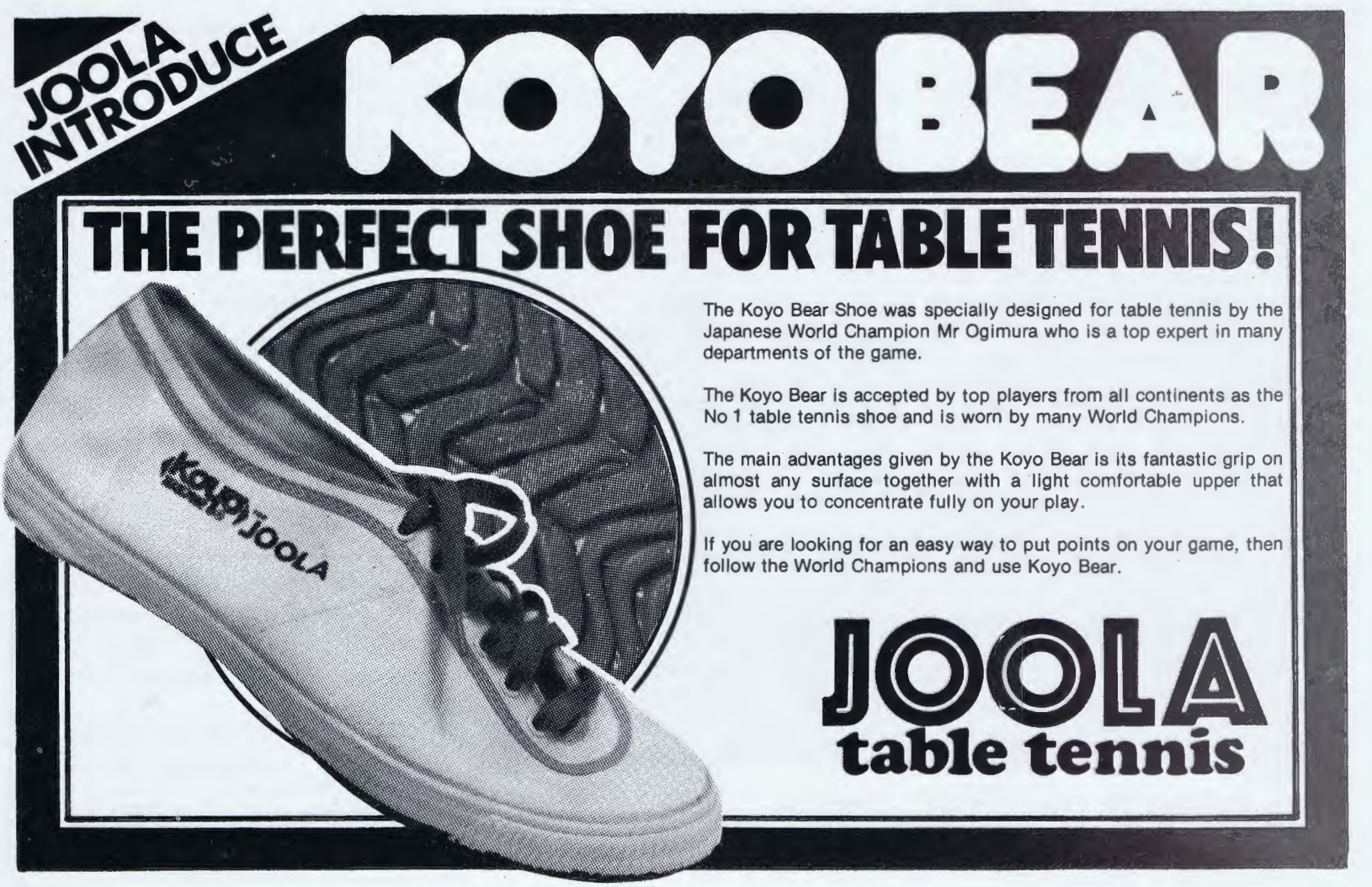
荻村伊智朗が日本のフットウェアブランドであるコーヨーベアーのためにデザインした卓球専用シューズの古い広告。

荻村は、卓球用具の開発においても積極的に活動し、日本のフットウェアブランドであるコーヨーベアーのために卓球専用シューズもデザインした。イギリスでは、卓球用具のブランドであるJoolaと共同でシューズのマーケティングが行われたため、Joolaのロゴも付けられた。

## 主な戦績
- 世界卓球選手権シングルス優勝2回（1954年、1956年）
- 世界卓球選手権ダブルス優勝2回（1956年、1959年）
- 世界卓球選手権混合ダブルス優勝3回（1957年、1959年、1961年）
- 世界卓球選手権団体優勝5回（1954年、1955年、1956年、1957年、1959年）
- 世界卓球選手権団体準優勝3回（1961年、1963年、1965年）

## 賞詞
- 国際ユネスコ協会 フェアプレー賞（1991年）
- 紫綬褒章（1992年）
- 正五位勲三等瑞宝章（1994年、没後追贈）[12]
- 世界卓球殿堂 （1997年）

## 書籍
著書
- 「スポーツが世界をつなぐいま卓球が元気」（岩波ジュニア新書）
- 「笑いを忘れた日 伝説の卓球人・荻村伊智朗自伝」（卓球王国ブックス）
- 『世界の選手に見る卓球の戦術・技術』卓球レポート編集部、1967年9月20日。

関連書籍
- 「荻村さんの夢」（卓球王国ブックス）
- 「ピンポンさん　〜異端と自己研鑽のDNA 荻村伊智朗伝〜」（講談社）